# Wsiesław Iziasławicz
Wsiesław Iziasławicz (st.rus. Всѣслав) – kniaź połocki w latach 1001-1003, prawdopodobnie starszy syn Iziasława Włodzimierzowicza, wnuk Włodzimierza Wielkiego.

## Dane biograficzne
Brak informacji o dacie urodzenia Wsiesława Iziasławicza. Jedyna wzmianka o nim pochodzi z Powieści lat minionych i dotyczy jego śmierci w roku 1003.